# ماثيو بيشو
ماثيو بيشو (بالفرنسية: Matthieu Pichot)‏ (20 سبتمبر 1989 في فرنسا - ) هو لاعب كرة قدم فرنسي في مركز حراسة المرمى. لعب مع ستاد لافال وسي أ باستيا وVendée Poiré-sur-Vie Football ‏ ونادي ليزيربيي.

## وصلات خارجية
- ماثيو بيشو على موقع قاعدة بيانات كرة القدم.إي يو (الإنجليزية)
- ماثيو بيشو على موقع Soccerway.com (الإنجليزية)
- ماثيو بيشو على موقع عالم كرة القدم.نت (الإنجليزية)
- ماثيو بيشو على موقع GSA (الإنجليزية)